# Tomášovští křesťané
Tomášovští křesťané jsou křesťanští věřící žijící v jihozápadní Indii (zejména ve státě Kérala), kteří odvozují svůj původ od sv. Tomáše. Během 17. až 20. století se rozdělili na několik církví, z nichž některé užívají malabarský ritus (Syrsko-malabarská katolická církev a Chaldejská syrská církev) a jiné malankarský ritus (Malankarská pravoslavná syrská církev, Malankarská syrská pravoslavná církev, Malankarská syrská církev sv. Tomáše, Syrsko-malankarská katolická církev, Evangelická církev sv. Tomáše a Malabarská nezávislá syrská církev).

## Související hesla
- Hora svatého Tomáše